# Nombre 159
El nombre 159 (CLIX) és el nombre natural que segueix el nombre 158 i precedeix el nombre 160.
La seva representació binària és 10011111, la representació octal 237 i l'hexadecimal 9F.
La seva factorització en nombres primers és 3×53; altres factoritzacions són 1×159 = 3×53.
Es pot representar com a la suma de tres nombres primers consecutius: 47 + 53 + 59 = 159; és un nombre 2-gairebé primer: 3 × 53 = 159.